# Athetis melanochroa
Athetis melanochroa är en fjärilsart som beskrevs av Otto Staudinger 1892. Athetis melanochroa ingår i släktet Athetis och familjen nattflyn. Inga underarter finns listade i Catalogue of Life.